# بريتش ايروسبيس 146
بريتش ايروسبيس 146 أو (بي إيه إي 146) (بالإنجليزية: British Aerospace 146)‏ هي طائرة نفاثة إقليمية صُنعت في المملكة المتحدة من قبل بريتش ايروسبيس البريطانية، والتي أصبحت في وقت لاحق جزءًا من بي إيه إي سيستمز. كان أول طيران لها في 3 سبتمبر 1981. ودخلت الخدمة في 1983، وما زالت في الخدمة حتى الآن. استمر انتاجها من عام 1983 حتى عام 2002. في عام 1992 بدأ بتصنيع نسخة محسنة منها تعرف باسم أفرو أر جي (بالإنجليزية: Avro RJ)‏. أعلن في عام 1997، عن نسخة محسنة مع محركات جديدة، تعرف باسم أفرو أر جي إكس (بالإنجليزية: Avro RJX)‏، ولكن تم بناء نموذجين اثنين فقط من نماذج الطائرات وإنتاج طائرة واحدة فقط قبل توقف الإنتاج في عام 2001. مع أنتاج بلغ 387 طائرة، من أفرو أر جي/ بي إيه إي 146 فإنه يعتبر البرنامج الأكثر نجاحًا لطائرة مدنية بريطانية.

## المستخدمون
- الخطوط الجوية البلجيكية
- سيتي جت
- الخطوط الجوية السويسرية الأوروبية
- إيرلنك
- خطوط لاميا وهي شركة طيران فنزويلية-بوليفية